# Gustav Johann Hellmann
Gustav Johann Georg Hellmann (ur. 3 lipca 1854 w Löwen, zm. 21 lutego 1939 w Berlinie) – niemiecki meteorolog. Autor prac dotyczących klimatologii statystycznej oraz historii meteorologii. Doktorat uzyskał w 1875 po ukończeniu studiów w Getyndze, Od 1886 był profesorem Uniwersytetu w Berlinie oraz 
w latach 1907-1922 dyrektorem Pruskiego Instytutu Meteorologicznego.